# Grand Tinamou
Tinamus major
Espèce
Répartition géographique
Statut de conservation UICN

 LC  : Préoccupation mineure

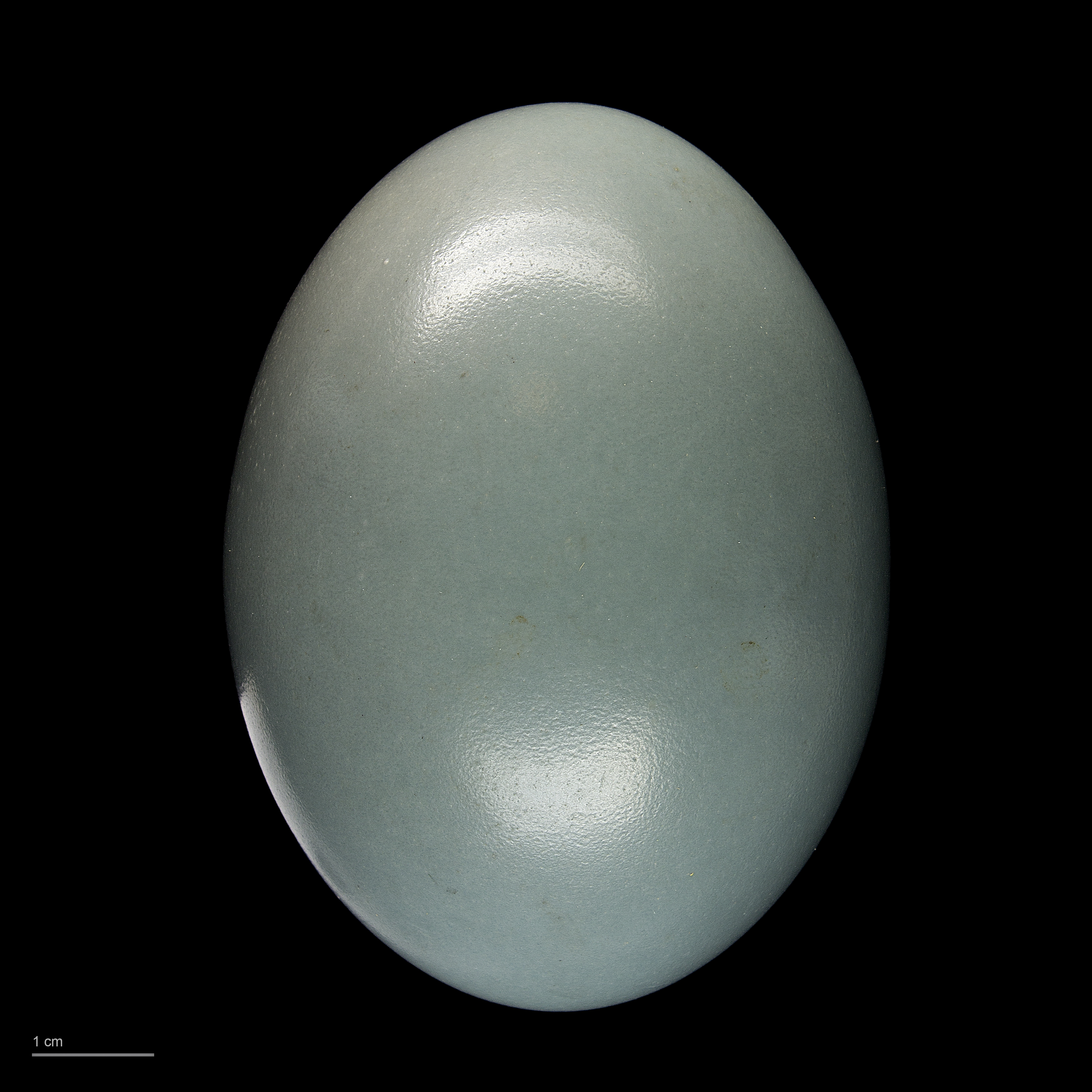
Tinamus major - Muséum de Toulouse

Le Grand Tinamou (Tinamus major) est une espèce d'oiseau de la famille des Tinamidae. C'est un paléognathe, donc un cousin des autruches et émeus actuels.

## Description
Cet oiseau corpulent mesure 43 cm de long et pèse 1 100 g. Au-dessus, son plumage est de couleur gris-brun barré et tacheté de noir, ce qui est un bon camouflage dans les sous-bois. Ses plumes sont  plus claires au niveau de l'abdomen. Il présente une petite tête gris bleu à noirâtre avec de grands yeux, un bec un peu tombant, un cou fin, une queue courte et des pattes gris-bleu. Il n'y a pas de dimorphisme sexuel.

## Répartition et habitat
Son aire s'étend du nord de la Bolivie et du Brésil (Amazonie et régions voisines) jusqu'au sud du Mexique. Cet oiseau est commun au Costa Rica, dans les basses terres des versants atlantique et pacifique méridional jusqu'à 1 700 m d'altitude.
Le grand tinamou vit dans les forêts pluviales, préférablement denses.

## Comportement
Le grand tinamou est un oiseau assez terrestre. Il est capable de voler mais n'est pas très habile, et préfère marcher la plupart du temps. Il est solitaire et très timide, et tente généralement de s'enfuir le plus discrètement possible. Le mâle émet un chant mélodieux en crescendo.

### Alimentation
Cet oiseau préfère se nourrit principalement de baies, de fruits et de graines. Il peut également se nourrir de petits animaux, comme les grenouilles, les vers de terre et les insectes.

### Reproduction
Il niche préférablement entre janvier et juillet, bien que l'on puisse trouver des nids toute l'année dans certaines régions. C'est une espèce polygynandre, où le mâle assure seul le couvage et l'élevage des petits, qui dure aux alentours de 3 semaines après l'éclosion. Le nid est généralement rudimentaire, constitué de branchages au sein de racines d'arbres. Les œufs du grand tinamou sont plutôt grands, avec une coquille brillante de couleur bleue ou violette.

## Sous-espèces
D'après la classification de référence (version 15.1, 2025) du Congrès ornithologique international, il se répartit en douze sous-espèces (ordre phylogénique) :
- Tinamus major robustus Sclater, PL & Salvin, 1868 — sud-est du Mexique, Guatemala et Honduras ;
- Tinamus major percautus van Tyne, 1935 — sud du Mexique, nord du Guatemala et Bélize ;
- Tinamus major fuscipennis Salvadori, 1895 — du nord du Nicaragua à l'ouest du Panama ;
- Tinamus major brunneiventris Aldrich, 1937 — Panama ;
- Tinamus major castaneiceps Salvadori, 1895 — sud du Costa Rica et du Panama ;
- Tinamus major saturatus Griscom, 1929 — est du Panama et nord-ouest de la Colombie ;
- Tinamus major zuliensis Osgood & Conover, 1922 — nord-est de la Colombie et nord du Venezuela ;
- Tinamus major latifrons Salvadori, 1895 — sud-ouest de la Colombie et ouest de l'Équateur (pays) ;
- Tinamus major major (Gmelin, JF, 1789) — de l'est du Venezuela à l'île de Marajó ;
- Tinamus major serratus (von Spix, 1825) — sud du Venezuela et nord du Brésil ;
- Tinamus major olivascens Conover, 1937 — Amazonie (au sud de l'Amazone) ;
- Tinamus major peruvianus Bonaparte, 1856 — ouest de l'Amazonie.